# 20836 Marilytedja
20836 Marilytedja este un asteroid din centura principală de asteroizi.

## Descriere
20836 Marilytedja este un asteroid din centura principală de asteroizi. A fost descoperit pe 24 octombrie 2000 la Socorro, New Mexico, în cadrul proiectului LINEAR. Asteroidul prezintă o orbită caracterizată de o semiaxă mare de 3,00 ua, o excentricitate de 0,07 și o înclinație de 2,5° în raport cu ecliptica.